# Công ty Đầu tư Tài chính Nhà nước Thành phố Hồ Chí Minh
HFIC là tên viết tắt của Công ty Đầu tư Tài chính Nhà nước Tp.HCM, tống giám đốc là bà Phạm Thị Hồng Hà đồng thời là thành viên HĐTV. HFIC được Ủy ban nhân dân Thành phố Hồ Chí Minh ký quyết định thành lập vào năm 2010.

## Lịch sử
Tiền thân của Công ty Đầu tư tài chính Nhà nước Thành phố Hồ Chí Minh là Quỹ Đầu tư Phát triển Đô thị Thành phố Hồ Chí Minh (HIFU). Qua 13 năm hoạt động từ năm 1997 đến năm 2010, HIFU đã thực hiện tốt vai trò là một công cụ tài chính hữu ích của Thành phố Hồ Chí Minh trong việc huy động vốn, đầu tư phát triển kết cấu hạ tầng kỹ thuật đô thị
Vào ngày 02 tháng 02 năm 2010, Ủy ban nhân dân Thành phố Hồ Chí Minh ban hành Quyết định số 576/QĐ-UBND về việc thành lập Công ty Đầu tư Tài chính nhà nước Thành phố Hồ Chí Minh tên viết tắt là HFIC, trên cơ sở kế thừa và phát huy hoạt động của HIFU, HFIC được Thành phố giao nhiệm vụ "tạo bước đột phá trong huy động vốn đầu tư phát triển kết cấu hạ tầng đô thị".

## Đóng góp
Trong giai đoạn 2010-2015, HFIC đã tài trợ tín dụng cho 136 dự án với tổng mức đầu tư 12.921 tỷ đồng cho các dự án an sinh xã hội phục vụ cho người dân tại Tp Hồ Chí Minh, trong đó vốn HFIC tài trợ là 5.906 tỷ đồng, bao gồm: 50 dự án hạ tầng kỹ thuật, 31 dự án y tế, 55 dự án giáo dục.
Ngoài việc tài trợ các sự án hạ tầng trọng điểm, HFIC cũng là doanh nghiệp đi đầu trong các hoạt động thiện nguyện, hoạt động xã hội trên địa bàn TP.HCM và nhiều địa phương như: tài trợ Cuộc thi Ý tưởng Khởi nghiệp Sáng tạo Startup Wheel, tài trợ học bổng giáo dục; chăm lo cho các gia đình chính sách, người có công với cách mạng; hỗ trợ vật chất, tinh thần cho cán bộ, chiến sĩ, nhân dân huyện đảo Trường Sa và nhà giàn DK1; đồng bào bị ảnh hưởng của thiên tai, các hộ gia đình nghèo, nạn nhân chất độc da cam, các em nhỏ, gia đình có hoàn cảnh khó khăn 
Tài trợ 2.000 Tỷ đồng cho chương trình tái định cư 12.500 Căn hộ tại khu đô thị Thủ Thiêm.
Đầu tư xây dựng trường mầm non công lập trên địa bàn TP.HCM với quy mô vốn HFIC tham gia là 1.000 tỷ đồng
Đầu tư dự án chống ngập - Hồ điều tiết Khánh Hội với quy mô vốn khoảng 600 tỷ đồng

## Dự án tiêu biểu
| STT | Hạng Mục      | Dự án đầu tư |
| --- | ------------- | --- |
| 1   | Cơ sở hạ tầng | Cầu Phú Mỹ Xa lộ Hà Nội Cảng Tân Cảng - Hiệp Phước Cầu Mương Lớn, Cầu Rạch Rộp 1 KCN Hiệp Phước Các dự án tuyến ống cấp 2 tại TPHCM Chung cư tái định cư Lô A, Lô B Ngô Gia Tự Nhà lưu trú công nhân KCN Tân Tạo, Nhà Văn hóa Phụ nữ TP.HCM Trụ sở tòa soạn Báo SGGP, Báo Người Lao động, Báo Pháp Luật TPHCM                                                                                            |
| 2   | Y tế          | BV Chợ Rẫy BV Từ Dũ BV Ung Bướu BV Bình Dân BV Đại học Y Dược BV Nguyễn Trãi BV Sản Nhi Quốc tế Sài Gòn BV Nguyễn Tri Phương BV Mắt Tp Hồ Chí Minh BV Tai Mũi Họng BV Nhân dân 115 BV Chấn thương chỉnh hình BV các quận huyện (Q.1, Q.3, Thủ Đức, Củ Chi, Hóc Môn…) |
| 3   | Giáo dục      | Các trường Đại học Nguyễn Tất Thành, Tôn Đức Thắng, Giao thông Vận tải, Sư Phạm Kỹ thuật, Luật TP HCM, ĐH Quốc gia TP HCM. Các trường Cao đẳng: Cao Thắng, Kinh tế Đối ngoại, Công Thương Các trường PTTH Nguyễn Thị Minh Khai, Marie Curie Các trường Quốc tế Canada, trường Quốc tế Khai sáng, Trung tâm thể thao tổng hợp và giáo dục hướng nghiệp Vietopia Các trường Mầm non trên địa bàn thành phố |
| 4   | Môi trường    | Bãi chôn lấp rác thải số 2 Khu xử lý chất thải rắn tập trung Phước Hiệp Nhà máy Xử lý nước thải: KCN Hiệp Phước, KCN Tân Tạo, KCN Tây Bắc Củ Chi, KCN Bình Chiểu Nhà máy Xử lý nước rỉ rác Phước Hiệp Nghĩa trang Đa Phước Khu xử lý nước thải KCN Lê Minh Xuân Khu xử lý nước thải công ty Vifon. |

## Giải thưởng
- Năm 2011 nhận thủ tướng chính phủ trao tặng bằng khen cho ông Phạm Phú Quốc tổng giám đốc công ty HFIC[8]
- Năm 2010 – 2012 Tổng giám đốc Phạm Phú Quốc nhận bằng khen Doanh nhân thành phố Hồ Chính Minh tiêu biểu 2010 – 2012[9]